# Blythophryne beryet
Blythophryne beryet é uma espécie de anfíbio anuro da família Bufonidae. Está presente na Índia. É a única espécie do género Blythophryne